# Papstwahl 1124

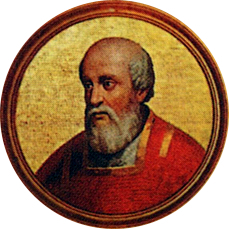
Papst Honorius II.

Die Papstwahl 1124 fand zwischen 13. Dezember und 15. Dezember 1124 nach dem Tod von Papst Calixt II. in San Pancrazio statt. Nach anfänglichen Disput zwischen den Fraktionen von Teobaldo Boccapecora und Lamberto Scannabecchi wurde Letzterer zu Papst Honorius II. gewählt.

## Anwesende Kardinäle
- Lamberto Scannabecchi, Kardinalbischof von Ostia, Dekan des heiligen Kollegium (Gewählt zu Papst Honorius II.)
- Crescenzio, junior, Kardinalbischof von Sabina
- Pietro, senior, Kardinalbischof von Porto e Santa Rufina
- Vitale, Kardinalbischof von Albano
- Gilo von Paris, Kardinalbischof von Frascati
- Guillaume, Kardinalbischof von Palestrina
- Benedetto, Kardinal von San Pietro in Vincoli
- Gianroberto Capizucchi
- Gregorio Albergati
- Giovanni, Kardinal von Sant’Eusebio
- Gregorio Conti
- Amico, Kardinal von Santi Nereo e Achilleo
- Domnizzone, Kardinal von Santi Silvestro e Martino ai Monti
- Desiderio II, Kardinal von Santa Prassede
- Anastasio, Kardinal von San Clemente
- Pietro Gherardeschi
- Oderisio, Kardinal von San Ciriaco alle Terme
- Crescenzio, Kardinal von Santi Marcellino e Pietro
- Corrado, Kardinal von Santa Pudenziana
- Adeodato, Kardinal von San Lorenzo in Damaso
- Bonifacio, Kardinal von San Marco
- Teobaldo, dei Santi Giovanni e Paolo
- Sasso dei conti di Segni, Kardinal von Santo Stefano al Monte Celio
- Sigizzone, junior, Kardinal von San Sisto
- Giovanni da Crema
- Bosone, Kardinal von IV Coronati
- Pierre de Fontaines
- Teobaldo Boccapecora (Gewählt als Papst Coelestin II.)
- Gerardo Caccianemici dell’Orso
- Ugo Lectifredo
- Gregorio Papareschi
- Cosma, Kardinal von Santa Maria in Aquiro
- Gregorio Caetani
- Romano, Kardinal von Santa Maria in Portico
- Gregorio, Kardinal von Sant’Eustachio
- Roscemanno Sanseverino
- Errico, Kardinal von Teodoro
- Romualdo Guarna
- Etienne de Bar
- Gionata, junior, Kardinal von Cosma e Damiano
- Aymery de la Chatre
- Gregorio, Kardinal von Santi Vito, Modesto e Crescenzia
- Gregorio Tarquini
- Angelo, Kardinal von Santa Maria in Domnica
- Matteo, Kardinal von Sant’Adriano am Forum Romanum
- Giovanni Dauferio

## Abwesende Kardinäle
- Pietro Pierleoni, Päpstlicher Legat in Frankreich